# Bóbitás fecskekolibri
A bóbitás fecskekolibri (Discosura popelairii) a madarak (Aves) osztályának a sarlósfecske-alakúak (Apodiformes) rendjéhez, ezen belül a kolibrifélék (Trochilidae) családjához tartozó faj.

## Rendszerezése
A fajt Bernard du Bus de Gisignies belga ornitológus írta le 1846-ban, a Trochilus nembe Trochilus popelairii néven. Sorolták a Popelairia nembe is Popelairia popelairii néven.

## Előfordulása
Dél-Amerika északi részén, az Andok-hegységben, Kolumbia, Ecuador és Peru területén honos. A természetes élőhelye szubtrópusi és trópusi hegyi esőerdők. Állandó, nem vonuló faj.

## Megjelenése
A hím testhossza 10,4 centiméter, a tojóé 7,5-8,2 centiméter, testtömege 2,5 gramm. A hímnek hosszú faroktollai vannak.
|  |

## Életmódja
Nektárral táplálkozik.

## Természetvédelmi helyzete
Az elterjedési területe még elég nagy, de az erdőirtások miatt gyorsan csökken, egyedszáma ismeretlen, de ennek a csökkenése is várható. A Természetvédelmi Világszövetség Vörös listáján mérsékelten fenyegetett fajként szerepel.